# Ikait
Ikait ist ein sehr selten vorkommendes Mineral aus der Mineralklasse der „Carbonate und Nitrate“ mit der chemischen Zusammensetzung Ca[CO3]·6H2O und damit chemisch gesehen ein wasserhaltiges Calciumcarbonat.
Ikait kristallisiert im monoklinen Kristallsystem, ist aber chemisch nur bis zu einer Temperatur von unter 3 °C stabil und wandelt sich darüber aufgrund von Kristallwasserverlust irreversibel in Calcit um. Es finden sich daher überwiegend nur Pseudomorphosen von Calcit nach Ikait, die auch als „Glendonit“ bezeichnet werden. Echte Ikaitkristalle haben einen tafeligen Habitus und werden meist nur wenige Millimeter groß. Bekannt sind allerdings auch submarine, säulige Mineral-Aggregate von mehreren Dezimetern Dicke und mehreren Metern Höhe mit einer porösen Rinde aus kleinen, glänzenden Ikaitkristallen.

## Etymologie und Geschichte
Erstmals entdeckt wurde Ikait im Fjord Ikka (alte Rechtschreibung Íka, dänisch Ika Fjord), genauer im dortigen „Ikka-Grønnedal-Komplex“ (61° 12′ 9″ N, 48° 0′ 50″ W) rund 6 km südöstlich von Kangilinnguit und etwa 8 km östlich Ivittuut in Grönland entdeckt. Die wissenschaftliche Erstbeschreibung erfolgte 1963 durch den dänischen Mineralogen Hans Pauly, der das Mineral nach dessen Typlokalität benannte.
Pauly sandte seine Untersuchungsergebnisse und den gewählten Namen 1962 zur Prüfung an die International Mineralogical Association (interne Eingangs-Nr. der IMA: 1962-005), die den Ikait als eigenständige Mineralart anerkannte. Die ebenfalls von der IMA/CNMNC anerkannte Kurzbezeichnung (auch Mineral-Symbol) von Ikait lautet „Ika“.

## Klassifikation
In der veralteten 8. Auflage der Mineralsystematik nach Strunz gehörte der Ikait zur Mineralklasse der „Nitrate, Carbonate und Borate“ und dort zur Abteilung der „Wasserhaltigen Carbonate ohne fremde Anionen“, wo er zusammen mit Barringtonit, Hellyerit, Lansfordit, Monohydrocalcit und Nesquehonit die „Nesquehonit-Lansfordit-Gruppe“ mit der System-Nr. Vb/C.01 bildete.
Im zuletzt 2018 überarbeiteten und aktualisierten Lapis-Mineralienverzeichnis nach Stefan Weiß, das sich aus Rücksicht auf private Sammler und institutionelle Sammlungen noch nach dieser alten Form der Systematik von Karl Hugo Strunz richtet, erhielt das Mineral die System- und Mineral-Nr. V/D.01-060. In der „Lapis-Systematik“ entspricht dies ebenfalls der Abteilung „Wasserhaltige Carbonate, ohne fremde Anionen“, wo Ikatit zusammen mit Barringtonit, Hellyerit, Lansfordit, Monohydrocalcit und Nesquehonit die unbenannte Gruppe V/D.01 bildet.
Die von der IMA zuletzt 2009 aktualisierte 9. Auflage der Strunz’schen Mineralsystematik ordnet den Ikait in die neue Klasse der „Carbonate und Nitrate“ ein (die Borate bilden hier eine eigene Klasse). Dort ist das Mineral nach wie vor in die Abteilung der „Carbonate ohne zusätzliche Anionen; mit H2O“ eingeordnet. Diese ist jedoch weiter unterteilt nach der relativen Größe der beteiligten Kationen und der Elementgruppenzugehörigkeit der Metalle, so dass das Mineral entsprechend seiner Zusammensetzung in der Unterabteilung „Mit großen Kationen (Alkali- und Erdalkali-Carbonate)“ zu finden ist, wo es als einziges Mitglied die unbenannte Gruppe 5.CB.25 bildet.
Die vorwiegend im englischen Sprachraum gebräuchliche Systematik der Minerale nach Dana ordnet den Ikait wie die veraltete Strunz’sche Systematik in die gemeinsame Klasse der „Carbonate, Nitrate und Borate“ und dort in die Abteilung der „Wasserhaltigen Carbonate“ ein. Hier ist er als einziges Mitglied in der unbenannten Gruppe 15.01.04 innerhalb der Unterabteilung „Wasserhaltige Carbonate mit A+(XO3)·x(H2O)“ zu finden.

## Kristallstruktur
Ikait kristallisiert monoklin in der Raumgruppe C2/c (Raumgruppen-Nr. 15) mit den Gitterparametern a = 8,79 Å; b = 8,31 Å; c = 11,02 Å und β = 110,5° sowie 4 Formeleinheiten pro Elementarzelle.

## Eigenschaften
Ikait ist chemisch instabil und zerfällt bei höheren Temperaturen als 3 °C (anderen Quellen zufolge auch bei über 8 °C) schnell in eine trübe, weiße Suspension aus Wasser und Calcitkristallen.
Neuere Analysen der Strukturveränderung von Ikait, die  N. Tateno und A. Kyono an einem Einkristall mittels einer Tieftemperatur-Röntgenbeugungsstudie durchführten, zeigten jedoch, dass die ikaitische Struktur des Minerals bereits bei einer Temperatur von 0 °C verloren geht. Die Messung begann bei einer Temperatur von −50 °C und wurde schrittweise um 10 °C erhöht. Dabei zeigte sich, dass das Volumen der Elementarzelle (auch Einheitszelle) dehnte sich dabei ebenfalls schrittweise anisotrop entlang der a-Achse, gefolgt von der c-Achse bis auf 771,0 Å3 bei −10 °C aus.

## Modifikationen und Varietäten

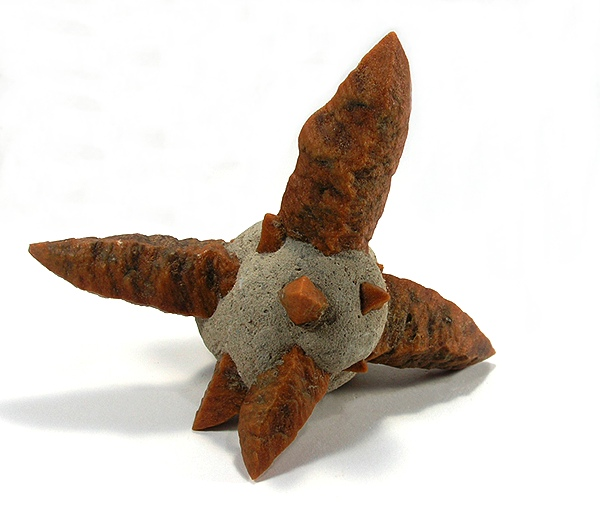
Glendonit von der russischen Halbinsel Kola (Größe: 10,3 × 7,7 × 5,9 cm)

Glendonit ist die bekannteste Pseudomorphose von Calcit nach Ikait. Ähnliche Pseudomorphosen von Calcit nach Ikait sind auch unter den Namen Fundylit, Jarrowit oder Thinolith bekannt, wobei letztere eigentlich eine Pseudomorphose von Calcit nach Gaylussit bezeichnet.
Eine sehr begehrte, aber äußerst seltene Varietät sind die sogenannten „Pineapple Opale“ (auch Opal-Pineapple), igel- bzw. ananasförmige Pseudomorphosen von Opal nach Ikait, die bisher nur in Opalfeldern nahe White Cliffs und Andamooka in Australien gefunden wurden.

## Bildung und Fundorte
Ikait bildet sich in Meerwasser unter anaeroben Bedingungen in periglazialer und glaziomariner Umgebung, das heißt in geologischen Gebieten, die durch Frost und Gletscher gebildet bzw. beeinflusst wurden oder werden, und reich an organischem Material sind. An dessen Typlokalität im Ikka Fjord findet sich das Mineral in Form von unterseeischen Säulen bei einer Temperatur von 3 °C, die sich bis zu 20 m über dem Fjordboden über Quellen im Boden erstrecken.
Als sehr seltene Mineralbildung konnte Ikait bisher nur in wenigen Mineralproben nachgewiesen werden. Weltweit sind bisher nur rund 10 Fundorte dokumentiert (Stand 2023). Seine Typlokalität Ikka ist dabei der bisher einzige bekannte Fundort in Grönland, wo allerdings auch mit einer Länge von 10 Metern die bisher größten, säuligen Mineral-Aggregate gefunden wurden.
Weitere Fundorte sind unter anderem
- Point Barrow in Alaska und der Natronsee Mono Lake in Kalifornien in den Vereinigten Staaten
- der Manito Lake in der Provinz Saskatchewan in Kanada
- Oslo in Norwegen, wo Ikait in Form von Ablagerungen auf Holz in einem Bach auftrat
- die Inseln Fur und Mors in Dänemark[21]
- die Koda-Höhle nahe Beroun in der Region Mittelböhmen in Tschechien
- Eishöhlen bei Scărișoara (Alba) und Mânzăleşti (Buzău) in Rumänien
- Shiowakka in der Unterpräfektur Tokachi auf der Insel Hokkaidō in Japan
- das Adélieland in der Ost- sowie das „King George“-Becken in der Bransfieldstraße und das Weddellmeer in der West-Antarktis. Diese Vorkommen gelten zudem als wichtigste Vorkommen für Ikaite  mit möglicherweise großer Bedeutung im globalen Kohlenstoffkreislauf. Entdeckt wurde das Mineral dort in zwei Antarktis-Expeditionen in den Jahren 2006 und 2007 von einem Wissenschaftlerteam unter Gerhard Dieckmann.[12]

Bekannte Fundorte für Glendonit-Pseudomorphosen sind zudem
- Peak Dale (Peak Forest) in der englischen Grafschaft Derbyshire im Vereinigten Königreich
- der Fluss Olenitsa, der nahe der russischen Halbinsel Kola ins Weiße Meer mündet, wo igel- oder sternförmige Glendonite entdeckt wurden.[19]
- das Hunter Valley in New South Wales, Australien, wo sich bis zu 20 Zentimeter große Glendonite fanden.[19]

## Synthetische Darstellung
Bei einer Studie für eine Raman-Spektroskopie wurde Ikait durch Auflösen von CaCl2 in Wasser und Zugabe zu einer Lösung, die Na2CO3 und Na5P3O10 enthielt, synthetisch hergestellt. Nach mehrmonatiger Lagerung dieser Lösung bei 3 bis 5 °C bildeten sich Ikaitkristalle.